# Urząd Fockbek
Urząd Fockbek (niem. Amt Fockbek) – urząd w Niemczech w kraju związkowym Szlezwik-Holsztyn, w powiecie Rendsburg-Eckernförde. Siedziba urzędu znajduje się w miejscowości Fockbek.
W skład urzędu wchodzą cztery gminy:
1. Alt Duvenstedt
2. Fockbek
3. Nübbel
4. Rickert